# Guatteria macropetala
Guatteria macropetala är en kirimojaväxtart som beskrevs av Robert Elias Fries. Guatteria macropetala ingår i släktet Guatteria och familjen kirimojaväxter. Inga underarter finns listade i Catalogue of Life.